# Raionul Kiverți, Volînia
Kiverți (în ucraineană Ківерцівський район, transliterat: Kiverțivskîi raion) este un raion în regiunea Volînia, Ucraina. Reședința sa este orașul Kiverți.

## Demografie
Componența lingvistică a raionului Kiverți
     Ucraineană (98,58%)
     Rusă (1,23%)
     Alte limbi (0,12%)
Conform recensământului din 2001, majoritatea populației raionului Kiverți era vorbitoare de ucraineană (98,58%), existând în minoritate și vorbitori de rusă (1,23%).